# Коралл (сыр)
Коралл — российский плавленый сыр с креветочным вкусом.
Технология производства сыра «Коралл» была создана в советское время.
Сейчас бренд «Коралл» не имеет единого правообладателя. Сыр производится несколькими российскими предприятиями.
Сыр розового цвета. Консистенция нежная, пластичная, мажущаяся, иногда с наличием частиц наполнителя и специй. Вкус и запах слегка пряный, с привкусом креветок и чёрного перца.